# Yūki Yūna wa yūsha de aru
Yūki Yūna wa yūsha de aru (結城友奈は勇者である? lett. "Yūna Yūki è un'eroina") è una serie televisiva anime prodotta dallo Studio Gokumi e diretta da Seiji Kishi, trasmessa in Giappone come parte del progetto Takahiro IV Project tra il 16 ottobre e il 25 dicembre 2014. Un prequel, in formato light novel, e tre adattamenti manga sono stati pubblicati dalla ASCII Media Works nel corso dello stesso anno. Due visual novel per Windows e un videogioco per PlayStation Vita, tutti basati sulla serie, sono stati messi in vendita tra il 2014 e il 2015. Una seconda stagione anime, i cui primi sei episodi adattano la serie di light novel, è stata trasmessa da ottobre 2017 a gennaio 2018.

## Trama
Anno del signore 300, Yūna Yūki vive un'ordinaria esistenza da ragazzina di seconda media insieme a Fū Inubōzaki, Itsuki Inubōzaki e Mimori Tōgō, ossia gli altri tre membri del club degli eroi. Il club appronta vari tipi di attività ricreative a tema eroico come spettacoli di marionette per i bambini dell'asilo, assistenza agli anziani e simili. Tuttavia, la sua attività principale consiste in realtà nello sconfiggere i Vertex, esseri misteriosi che mettono a repentaglio l'incolumità della divinità protettrice del genere umano, nota come il Grande Albero.

## Personaggi
Yūna Yūki (結城 友奈?, Yūki Yūna)
Doppiata da: Haruka Terui
È una studentessa del secondo anno di scuola media e membro del club degli eroi, si vanta di se stessa di essere un'eroina. Aiuta chiunque nelle esigenze rimanendo sempre ottimista.
Mimori Tōgō (東郷 美森?, Tōgō Mimori) / Sumi Washio (鷲尾 須美?, Washio Sumi)
Doppiata da: Suzuko Mimori
È la migliore amica, compagna di banco e vicina di casa di Yuna. Anche Mimori fa parte del club degli eroi ed è molto orgogliosa della sua eredità nazionale, sempre pronta a difendere il suo paese e proteggerne i cittadini. A causa di un incidente ha perso parte della sua memoria e l'uso delle gambe.
È la protagonista della serie light novel Washio Sumi wa yūsha de aru e compagna di classe di Sonoko Nogi e Gin Minowa durante le elementari.
Fū Inubōzaki (犬吠埼 風?, Inubōzaki Fū)
Doppiata da: Yumi Uchiyama
È una studentessa del terzo anno di scuola media e presidentessa del club degli eroi. È la sorella maggiore di Itsuki, dove entrambe vivono da sole dopo la morte dei loro genitori. È stata incaricata di formare il club degli eroi per fermare la minaccia dei Vertex.
Itsuki Inubōzaki (犬吠埼 樹?, Inubōzaki Itsuki)
Doppiata da: Tomoyo Kurosawa
È una studentessa del primo anno di scuola media e membro del club degli eroi. È la sorella minore di Fuu dove la rispetta teneramente.
Karin Miyoshi (三好 夏凜?, Miyoshi Karin)
Doppiata da: Juri Nagatsuma
È una studentessa del secondo anno di scuola media e quinto membro del club degli eroi. Giunta e iscritta nel club per sorvegliare le altre eroine. Ha buone esperienze nella lotta e vanta di essere la prescelta eroina del Grande Albero.
Sonoko Nogi (乃木 園子?, Nogi Sonoko)
Doppiata da: Kana Hanazawa
È una delle tre protagoniste di Washio Sumi wa yūsha de aru, è stata la compagna di classe di Mimori durante le elementari, appare nella serie animata rivelando a Mimori e Yuna la verità celata dietro la forma Mankai (満開, lett. Piena Fioritura).
Gin Minowa (三ノ輪 銀?, Minowa Gin)
Doppiata da: Yumiri Hanamori
È una delle tre protagoniste di Washio Sumi wa yūsha de aru, è stata la compagna di classe di Mimori e Sonoko durante le elementari. Si sacrifica per proteggere Sonoko e Mimori durante uno scontro con i Vertex. A causa della sua morte Taisha decide di incrementare il potere degli Eroi, attuando la Piena Fioritura e assicurando a loro l'immortalità grazie agli Spirit.

## Media

### Media cartacei
Una light novel intitolata Washio Sumi wa yūsha de aru (鷲尾須美は勇者である? lett. "Sumi Washio è un'eroina"), scritta da Takahiro ed illustrata da Bunbun, è stata serializzata sul Dengeki G's Magazine della ASCII Media Works dal 30 aprile al 29 novembre 2014. Il romanzo è un prequel ambientato due anni prima della serie anime.
Un adattamento manga di Washio Sumi wa yūsha de aru, disegnato da Mottsun*, ha iniziato la serializzazione sulla rivista Dengeki G's Comic della ASCII Media Works il 30 giugno 2014. Un altro manga dal titolo Yūki Yūna wa yūsha-bu shozoku (結城友奈は勇者部所属? lett. "Yūna Yūki è un membro del club degli eroi), scritto da Takahiro e disegnato da Kotamaru, viene serializzato sul Dengeki G's Magazine dal 30 luglio 2014. Il primo volume di un terzo e ultimo manga, Yūki Yūna wa yūsha de aru, a cura di Tōko Kanno, è stato pubblicato il 27 novembre 2014; la serializzazione ha poi avuto inizio sul Dengeki G's Comic il 26 dicembre 2014.

### Anime
La serie televisiva anime, prodotta dallo Studio Gokumi e diretta da Seiji Kishi, è andata in onda sulla MBS dal 16 ottobre al 25 dicembre 2014. Le sigle di apertura e chiusura sono rispettivamente Hoshi to hana (ホシトハナ? lett. "Stelle e fiori") e Aurora Days, entrambe interpretate dalle Sanshū Chūgaku Yūsha-bu (un gruppo formato dalle doppiatrici Haruka Terui, Suzuko Mimori, Yumi Uchiyama, Tomoyo Kurosawa e Juri Nagatsuma); solo nell'episodio nove la sigla finale cambia in Inori no uta (祈りの歌? lett. "Canto di preghiera") di Kurosawa. In tutto il mondo, ad eccezione dell'Asia, gli episodi sono stati trasmessi in streaming, in contemporanea col Giappone, da Crunchyroll, mentre in America del Nord i diritti sono stati acquistati dalla Ponycan USA.
Una seconda stagione è stata pubblicata nel 2017 divisa in due parti intitolate rispettivamente: Washio Sumi no shō (鷲尾須美の章?) che adatta l'arco narrativo omonimo presente nelle light novel, e Yūsha no shō (勇者の章?) che funge da continuazione alla prima stagione animata. L'arco di Washio Sumi no shō fu proiettato nei cinema diviso in tre film, usciti il 18 marzo, il 15 aprile e l'8 luglio 2017, in seguito fu riadattato in sei episodi televisivi andati in onda dal 6 ottobre al 10 novembre 2017, seguiti da un episodio riassuntivo della prima stagione, il quale è andata in onda il 17 novembre successivo. Yūsha no shō invece si compone di sei episodi, trasmessi dal 24 novembre 2017 al 5 gennaio 2018. Entrambe le serie furono trasmesse in simulcast in Nord America da Anime Strike. Inoltre furono prodotti tre cortometraggi ad opera di W-Toon Studio, i quali si basano sul manga spin-off, Yūki Yūna wa yūsha-bu shozoku, ognuno dei corti fu proiettato assieme alla rispettiva pellicola.

#### Episodi
Prima stagione
| Nº | Titolo italiano (traduzione letterale) Giapponese 「Kanji」 - Rōmaji                | In onda          | In onda |
| Nº | Titolo italiano (traduzione letterale) Giapponese 「Kanji」 - Rōmaji                | Giapponese       |         |
| 1  | La sincerità di una fanciulla 「乙女の真心」 - Otome no magokoro                    | 16 ottobre 2014  |         |
| 2  | Nobili intenti 「ろうたけたる思い」 - Rōtaketaru omoi                               | 16 ottobre 2014  |         |
| 3  | Portamento maestoso 「風格ある振る舞い」 - Fūkaku aru furumai                       | 23 ottobre 2014  |         |
| 4  | Un cuore brillante 「輝く心」 - Kagayaku kokoro                                     | 30 ottobre 2014  |         |
| 5  | Superare le avversità 「困難に打ち勝つ」 - Konnan ni uchikatsu                      | 6 novembre 2014  |         |
| 6  | Aspettative per il domani 「明日に期待して」 - Ashita ni kitai shite                | 13 novembre 2014 |         |
| 7  | Felicità idilliaca 「牧歌的な喜び」 - Bokkateki na yorokobi                         | 20 novembre 2014 |         |
| 8  | La benedizione degli dèi 「神の祝福」 - Kami no shukufuku                           | 27 novembre 2014 |         |
| 9  | Coloro che conoscono il dolore 「心の痛みを判る人」 - Kokoro no itami o wakaru hito | 4 dicembre 2014  |         |
| 10 | Legami affettivi 「愛情の絆」 - Aijō no kizuna                                      | 11 dicembre 2014 |         |
| 11 | Passione 「情熱」 - Jōnetsu                                                         | 18 dicembre 2014 |         |
| 12 | Sorriderti 「貴方に微笑む」 - Anata ni hohoemu                                      | 25 dicembre 2014 |         |

Seconda stagione (Washio Sumi no shō)
| Nº | Titolo italiano (traduzione letterale) Giapponese 「Kanji」 - Rōmaji | In onda          | In onda |
| Nº | Titolo italiano (traduzione letterale) Giapponese 「Kanji」 - Rōmaji | Giapponese       |         |
| 1  | Sumi Washio 「わしおすみ」 - Washio Sumi                             | 6 ottobre 2017   |         |
| 2  | Amici 「ともだち」 - Tomodachi                                       | 13 ottobre 2017  |         |
| 3  | La vita di ogni giorno 「にちじょう」 - Nichijō                      | 20 ottobre 2017  |         |
| 4  | Anima 「たましい」 - Tamashii                                        | 27 ottobre 2017  |         |
| 5  | Addio 「さようなら」 - Sayōnara                                      | 3 novembre 2017  |         |
| 6  | Promessa 「やくそく」 - Yakusoku                                     | 10 novembre 2017 |         |
| 7  | Un posto soleggiato 「ひだまり」 - Hidamari                          | 17 novembre 2017 |         |

Seconda stagione (Yūsha no shō)
| Nº | Titolo italiano (traduzione letterale) Giapponese 「Kanji」 - Rōmaji                             | In onda          | In onda |
| Nº | Titolo italiano (traduzione letterale) Giapponese 「Kanji」 - Rōmaji                             | Giapponese       |         |
| 1  | Giorni spettacolari 「華やかな日々」 - Hanayaka na hibi                                          | 24 novembre 2017 |         |
| 2  | Ricordi importanti 「大切な思い出」 - Taisetsu na omoide                                         | 1º dicembre 2017 |         |
| 3  | Il cuore mi fa male quando penso a te 「あなたを思うと胸が痛む」 - Anata o omou to mune ga itamu | 8 dicembre 2017  |         |
| 4  | Intenzioni non dette 「秘めた意志」 - Himeta ishi                                                | 15 dicembre 2017 |         |
| 5  | Cuore incorruttibile 「清廉な心」 - Seiren na kokoro                                             | 22 dicembre 2017 |         |
| 6  | Solo tu puoi rendermi felice 「君ありて幸福」 - Kimi arite kōfuku                                | 5 gennaio 2018   |         |

### Videogiochi
Due visual novel per Windows, prodotte dalla Minato Soft con la sceneggiatura di Takahiro ed Osamu Murata, sono state incluse rispettivamente nel primo e nel sesto volume BD/DVD della serie. Ognuna di esse offre dieci scenari diversi, mentre le animazioni sono state curate dallo Studio Gokumi. Un videogioco d'azione per PlayStation Vita, prodotto dalla FuRyu ed intitolato Yūki Yūna wa yūsha de aru: jukai no kioku (結城友奈は勇者である 樹海の記憶? lett. "Yūna Yūki è un'eroina: ricordi del mare di alberi"), è stato pubblicato invece il 26 febbraio 2015.